# 小川未明
小川未明 （日语：／，1882年（明治15年）4月7日—1961年（昭和36年）5月11日），日本小説家、儿童文学作家，新潟縣高田（現上越市）出生。本名小川健作（おがわ けんさく）。
小川未明被稱為「日本儿童文学之父」。女兒岡上鈴江也是儿童文学作家。

## 生平
新潟县高田市（现在的上越市）出生。父亲澄晴是僧人。是上杉谦信的热烈崇拜者，并于澄清为上杉神社的创建而奔走。
旧制高田中学（现在的新潟県立高田高等学校），东京专业学校（早稻田大学的前身）哲学系后转英文系毕业。在坪内逍遥和岛村抱月的指导下，出于对小泉八云讲义的感触颇多在毕业论文中进行了讨论。在学过程中，对俄国的文学十分熟悉，还对民粹派加以了很多的关注。
1904年（明治37年）在学校时，处女作《漂浪儿》在杂志《新小说》中发表并受到瞩目。
为纪念小川的功绩，1991年起，上越市主办“小川未明文学奖”这一儿童文学奖项。